# Alexander McKay
Alexander McKay, född 19 april 1843 och död 21 april 1912, var en kanadensisk politiker, borgmästare i Hamilton, Ontario i Kanada mellan 1886 och 1887.